# 바우보
바우보(Baubo)는 그리스 신화에 나오는 인물이다. 데메테르 여신은 딸인 페르세포네가 지하세계의 신 하데스에게 납치되자 슬픔에 빠져 딸을 찾아 그리스 전 지역을 떠돌아다녔다. 데메테르 여신이 엘레우시스에 이르렀을 때 바우보는 여신을 따뜻하게 맞이하며 마실 것을 권했다. 그러자 바우보는 엉덩이를 드러내는 우스꽝스러운 몸짓을 하여 여신을 웃게 만들었고, 기분이 좋아진 데메테르 여신은 바우보가 권한 음료를 마셨다. 데메테르 여신이 딸을 찾아 세상을 떠돌다가 자신을 따뜻하게 맞이해준 엘레우시스 사람들에게 자신을 섬기는 비밀의식을 가르쳐주었다는 이야기는 고대 그리스의 종교축제인 엘레우시스 신비의식의 기원 설화로 전해진다.